# Zwarte Boek van Carmarthen

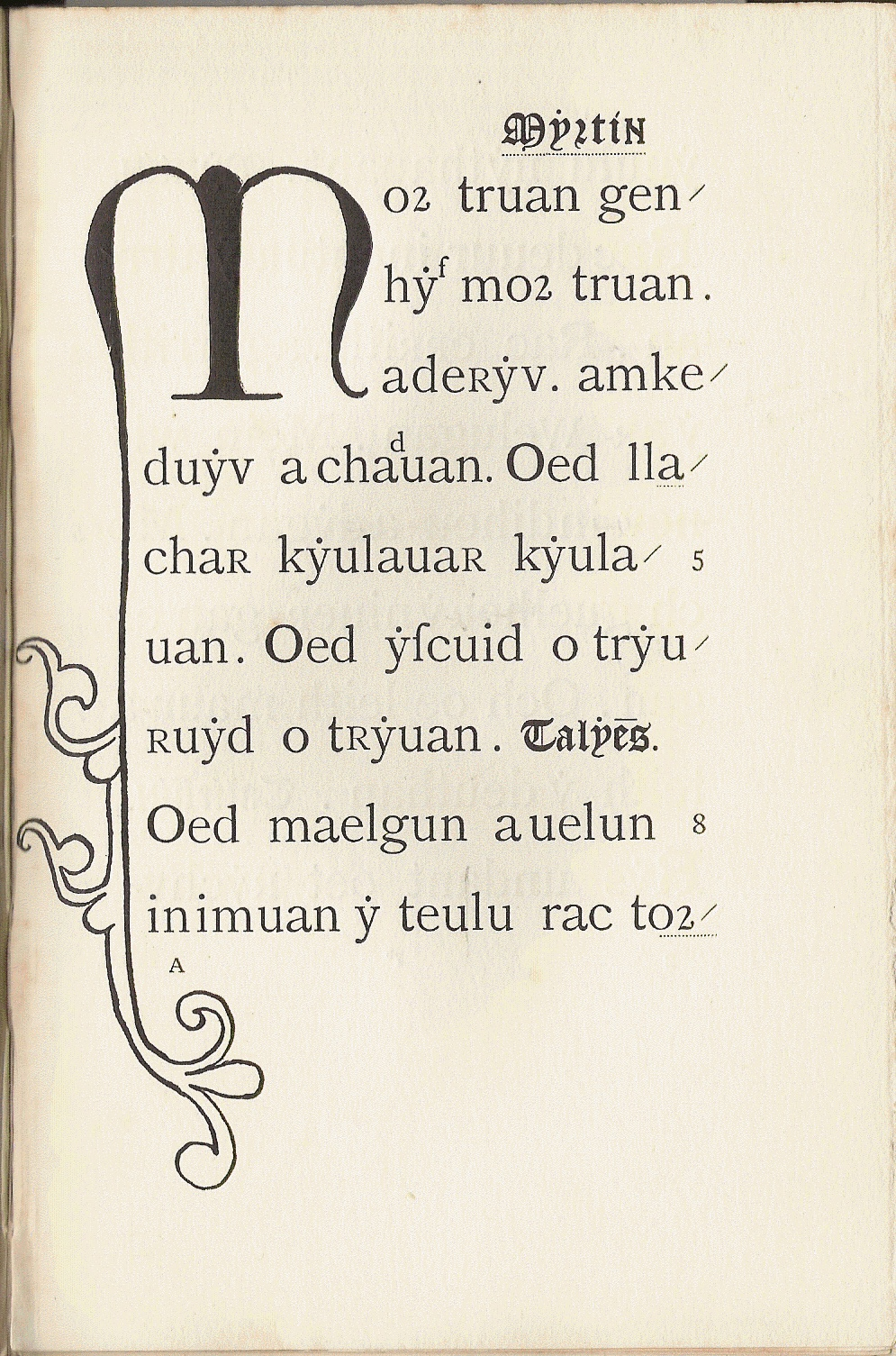
Bladzijde uit een editie van het Llyfr Du Caerfyrddin door J. Gwenogvryn Evans (1907)

Het Zwarte Boek van Carmarthen (Welsh: Llyfr Du Caerfyrddin; Engels: Black Book of Carmarthen) is een manuscript dat stamt uit de dertiende eeuw en dat volledig in het Welsh is geschreven. Het bevindt zich momenteel in de Nationale Bibliotheek van Wales in Aberystwyth.
De naam verwijst naar de kleur van het omslag en naar de plaats waar het manuscript zou zijn ontstaan: de Priorij van Johannes de Evangelist en Teulyddog in Carmarthen.
Naar nu wordt aangenomen, is het manuscript het werk van een enkele schrijver, die rond 1250 leefde en er in verschillende perioden van zijn leven aan zou hebben gewerkt.
Het manuscript bevat werken in verschillende genres: zowel Bijbelse als wereldlijke thema's worden behandeld, maar het meest opvallend zijn de vermeldingen van legendarische figuren als Arthur en Merlijn.